# Lac Bois Chaudat
Le lac Bois Chaudat ou lac du Bois-Chaudat est un lac artificiel situé à Kourou, commune de Guyane. Avec le lac Marie-Claire et le lac Marie-Claire, ils forment les trois principaux point d’eau de la ville, qui sont utilisés pour la gestion des excédents d'eau de ruissèlement pluviale de la ville.
Il a été creusé dans les années 1960, pour fournir du sable utilisé pour remblayer les parcelles voisines destinées à accueillir l'expansion de la ville de Kourou.